# Olivella tergina
Olivella tergina är en snäckart som först beskrevs av Pierre Louis Duclos 1835.  Olivella tergina ingår i släktet Olivella och familjen Olividae. Inga underarter finns listade i Catalogue of Life.